# Градски стадион у Јагодини
Градски стадион или стадион под Ђурђевим брдом је стадион са више намена у Јагодини, Србија. Тренутно се користи највише за фудбалске мечеве и он је домаћи терен ГФК Јагодине.

## Историја
Капацитет првобитног стадиона изграђеног 1957. godine био је 20.000 гледалаца. Скорије је извршена комплетна реконструкција стадиона и сада има капацитет од 10.000 места. Током лета 2010. урађена је комплетна реконструкција главног терена, која је коштала два милиона динара. Стадион има све четири трибине, од којих само јужна трибина није покривена столицама, док западна и северна трибина имају и кров.
У склопу стадиона такође постоји хотел у оквиру северне трибине стадиона, а 2012. је отворен кафе Blue.
Крајем октобра 2012. почело је рефлектора, што је укључивало и постављање четири стуба висине 56 метара, а цео посао је завршен до половине новембра. Осветљење је јачине 1.500 лукса, а вредност пројекта је била око 60 милиона динара, од чега је град издвојио 40 милиона, док је УЕФА донирала сијалице у вредности од 20 милиона динара. Прва утакмица под светлошћу нових рефлектора је одиграна 25. новембра 2012, када су се у оквиру 14. кола Суперлиге Србије састали Јагодина и БСК Борча.

## Утакмице репрезентације
Фудбалска репрезентација Србије је на овом стадиону одиграла једну утакмицу.
| #  | Датум             | Такмичење                 | Противник          | Резултат | Гледалаца |
| -- | ----------------- | ------------------------- | ------------------ | -------- | --------- |
| 1. | 15. октобар 2013. | Квалификације за СП 2014. | Северна Македонија | 5 : 1    | 8.000     |